# Sektor elektryczny
Sektor elektryczny (Analizator elektrostatyczny) - rodzaj analizatora jonów, element konstrukcyjny spektrometru mas. 
Urządzenie to wykorzystuje zjawisko zmiany toru lotu jonów w polu elektrostatycznym. Sektor ten zbudowany jest z dwóch równoległych, często zakrzywionych płyt do których przyłożono potencjał elektryczny. Jony o jednakowym stosunku ładunku do energii kinetycznej mają jednakowe tory lotu w sektorze elektrycznym. Za sektorem elektrycznym znajduje się szczelina, przez którą przelatują tylko jony o określonej, podobnej energii. Jednocześnie w selektorze jony są rozpędzane.
Sektor elektryczny jest stosowany przed sektorami magnetycznymi w spektrometrach mas o podwójnym ogniskowaniu. Spektrometry takie charakteryzują się znacznie lepszą rozdzielczością niż spektrometry wyposażone tylko w sektor magnetyczny (obecnie jako samodzielne urządzenie nie produkowane).